# تشتت الحركة
تشتت الحركة هو تأثير إظهار الحركة السريعة للجسم في الصورة الثابتة أو الصور المتتابعة كالأفلام.

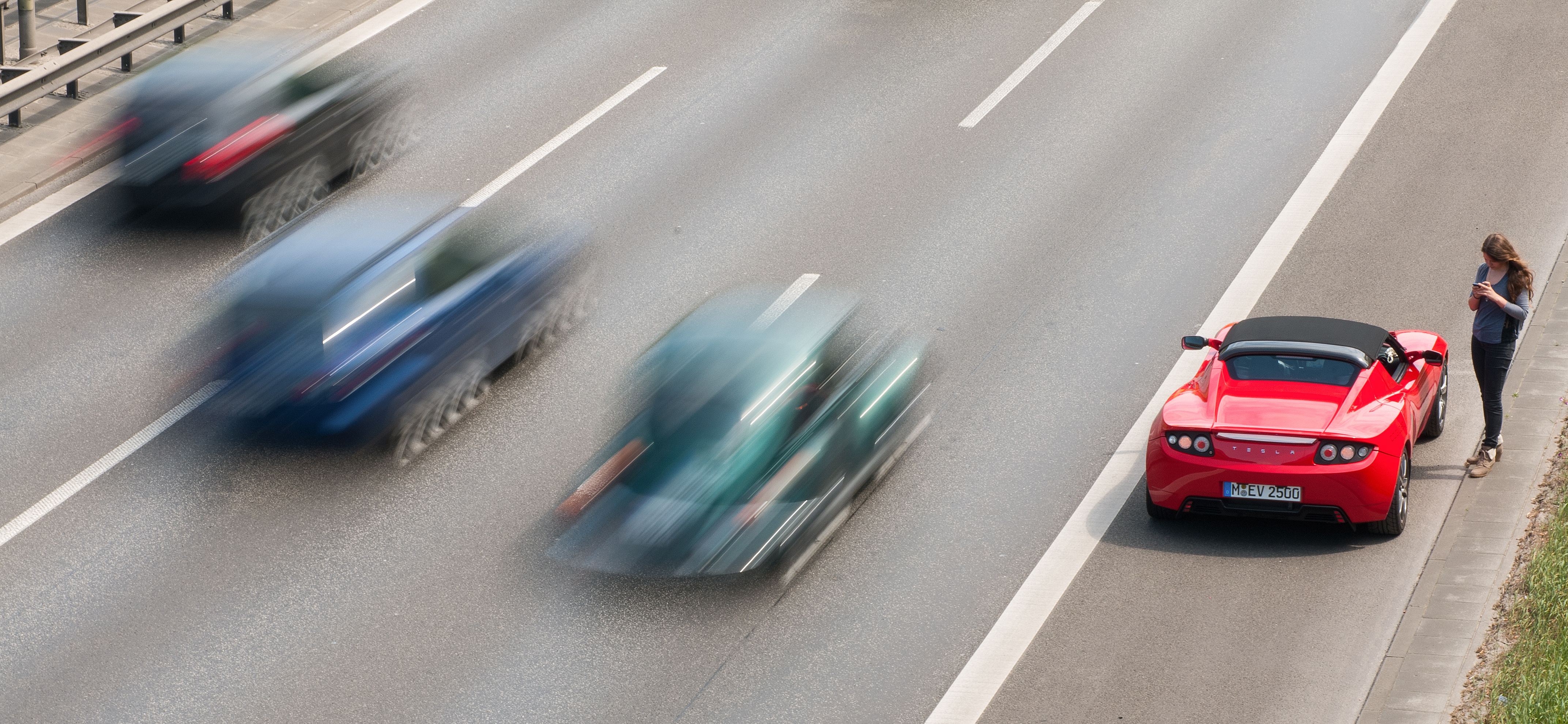

## فنالتصوير
عندما تصنع الكاميرا الصورة لا تظهر هذه الصورة زمن محدد، وهذا بسبب القيود التقنية أو الاحتياجات الفنية، هذه الصورة تظهر المشهد في فترة محددة من الزمن.
عندما تتحرك الأجسام في المشهد يجب على الصورة الممثلة لهذا المشهد أن تظهر تكامل لكل مواقع هذه الأجسام وكذلك وجهة نظر الكاميرا، خلال فترة التعرض والمحددة بسرعة الغالق، وفي هذه النوعية من الصور (الصور ذات تأثير تشتت الحركة) أي جسم يتحرك بالنسبة للكاميرا سيبدو مشتتاً أو مشوشاً في إتجاه حركته.
ربما يحدث التشوش على الجسم المتحرك أو على خلفية ثابته إذا كانت الكاميرا هي من يتحرك.
في الأفلام أو الصور التلفزيونية هذا يبدو طبيعياً لأن العين البشرية تتصرف بشكل مشابه الي حد كبير، ولأن التأثير يحدث بسبب العلاقة الحركية بين الكاميرا والأجسام في المشهد يمكن تلافي تأثير تشتت الحركة عن طريق جعل الكاميرا تتتبع هذه الأجسام المتحركة (أي تتحرك معهم).
في هذه الحالة وحتى مع الفترات الطويلة للتعرض، سيبدو الجسم أكثر حده والخلفية أكثر تشتتاً.

## الرسوم المتحركةبواسطةالحاسب
وبالمثل، في رسوم الوقت الحقيقي تعرض كل لقطة لحظة من زمن محدد (بالتناظر مع كاميرا ذات سرعة غالق لامتناهية), وبلا تاثير تشتت الحركة.

## التاثير السلبي لتشتت الحركة
في الرياضة المتلفزة حيث تعرض الكاميرات التقليدية الصور بمعدل 25 أو 30 اطار في الثانية الواحدة، قد يكون تأثير تشتت الحركة غير مناسباً لأنه يحجب الموقع الحقيقي للاعب أو القذيفة في الحركة المالية البطيئة.
ولهذا السبب تستخدم كاميرات خاصة والتي تقضي علي تأثير تشتت الحركة عن طريق أخذ فترات تعرض سريعة جداً تصل الي 1/1000 من الثانية.
ثم إرسالهم خلال ال1/25 أو 1/30 القادمتين من الثانية.
على الرغم من أن هذا يعطي تأثير حركة أكثر بطأً وأكثر حده فإنه ربما يبدو غريباً في السرعة الطبيعية لأن العين تتوقع أن ترى تشتت للحركة ولكنها لا تفعل.
أحياناً يمكن إزالة تأثير تشتت الحركة من الصور بمساعدة تأثير إزالة الالتفاف.

## معرض الصور

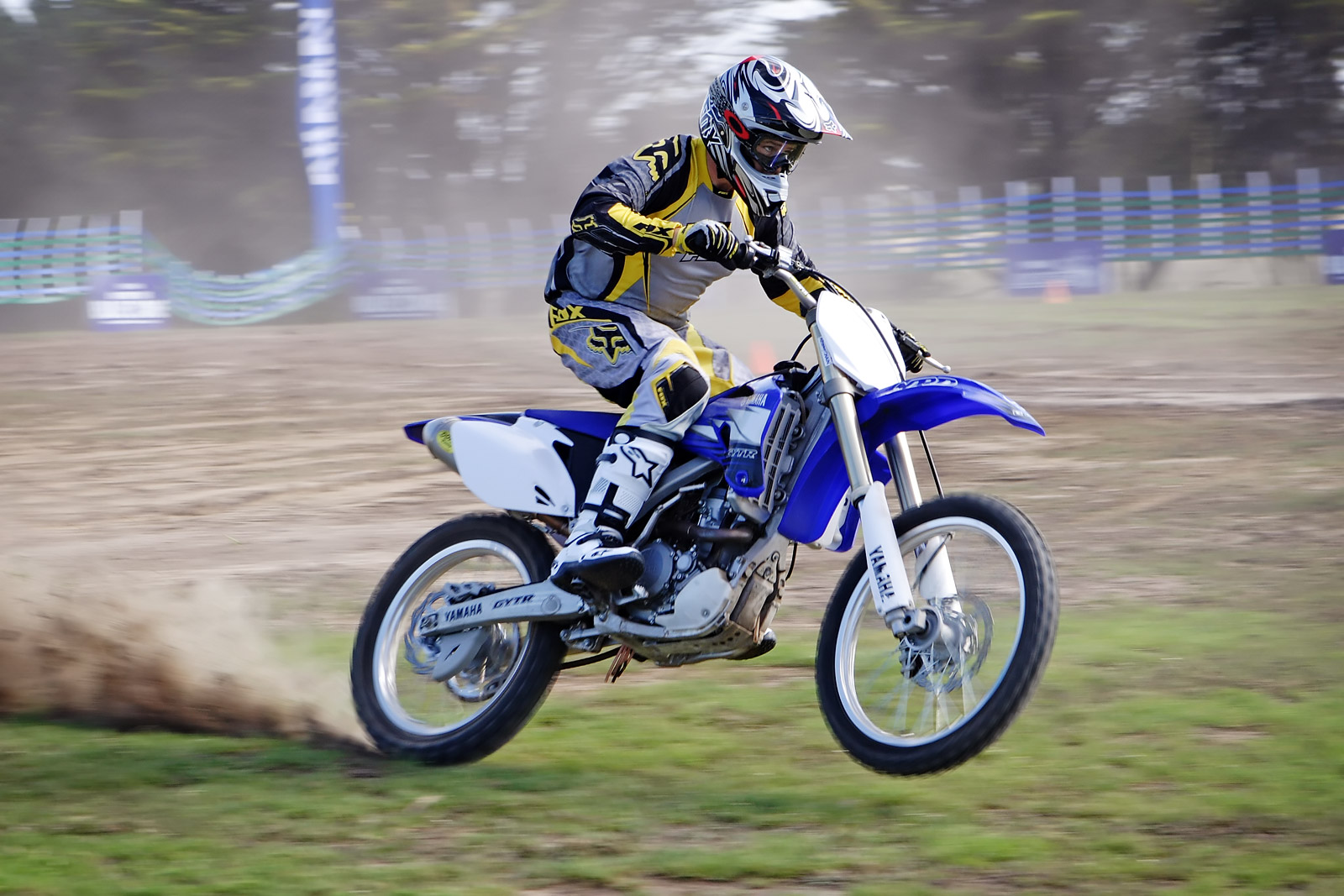
كثيراً مايستخدم تأثير تشتت الحركة في الرياضة المصورة، وخاصة رياضة الدرجات النارية لإعطاء الإحساس بالحركة. ولكي نحصل على هذا التأثير فمن الضروري إستخدام سرعة غالق قليلة وتدوير عدسة الكاميرا في نفس وقت حركة الجسم.
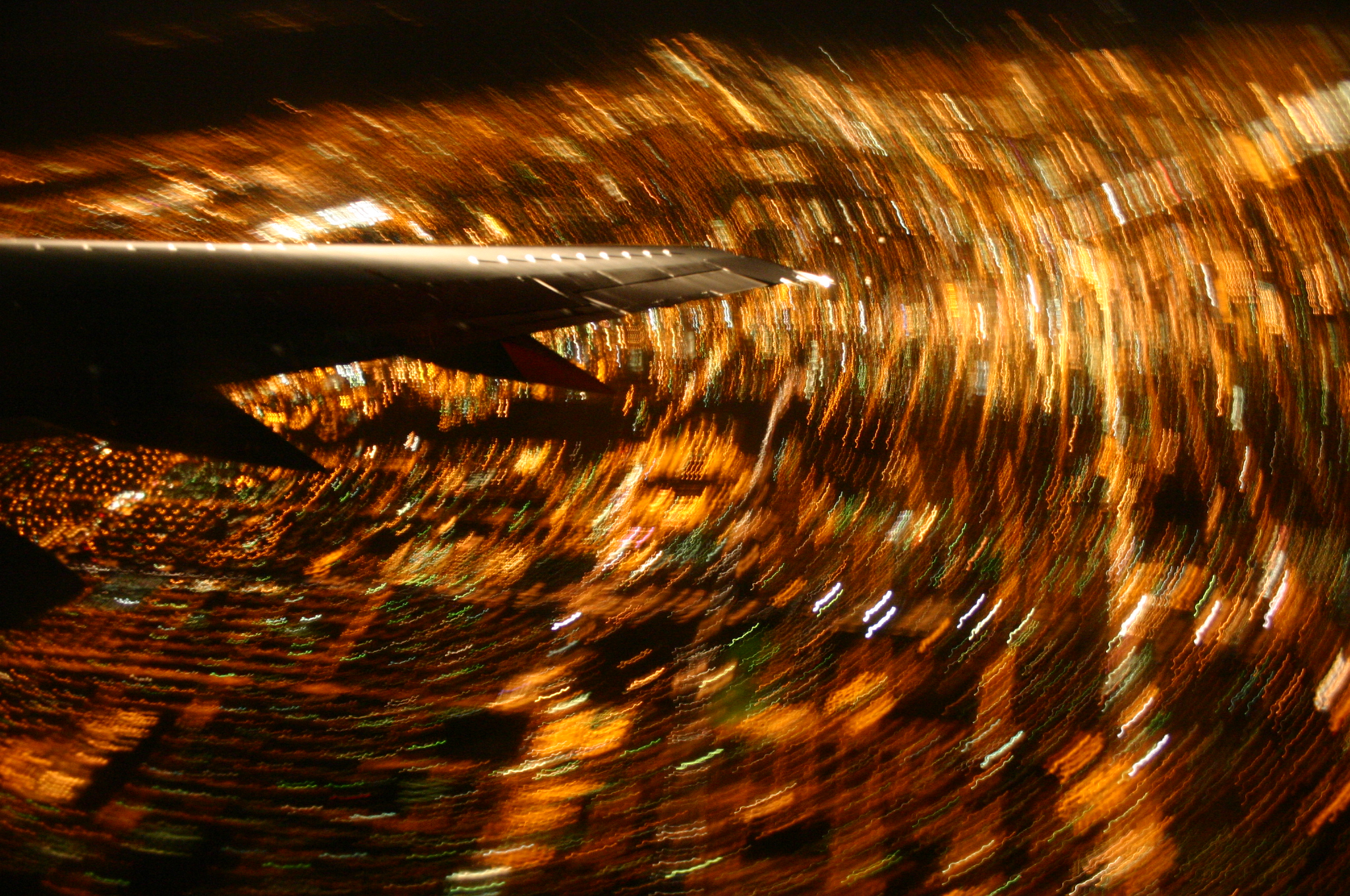
اخذت هذه الصورة من على متن طائرة تدور حول سان جوس في الليل.
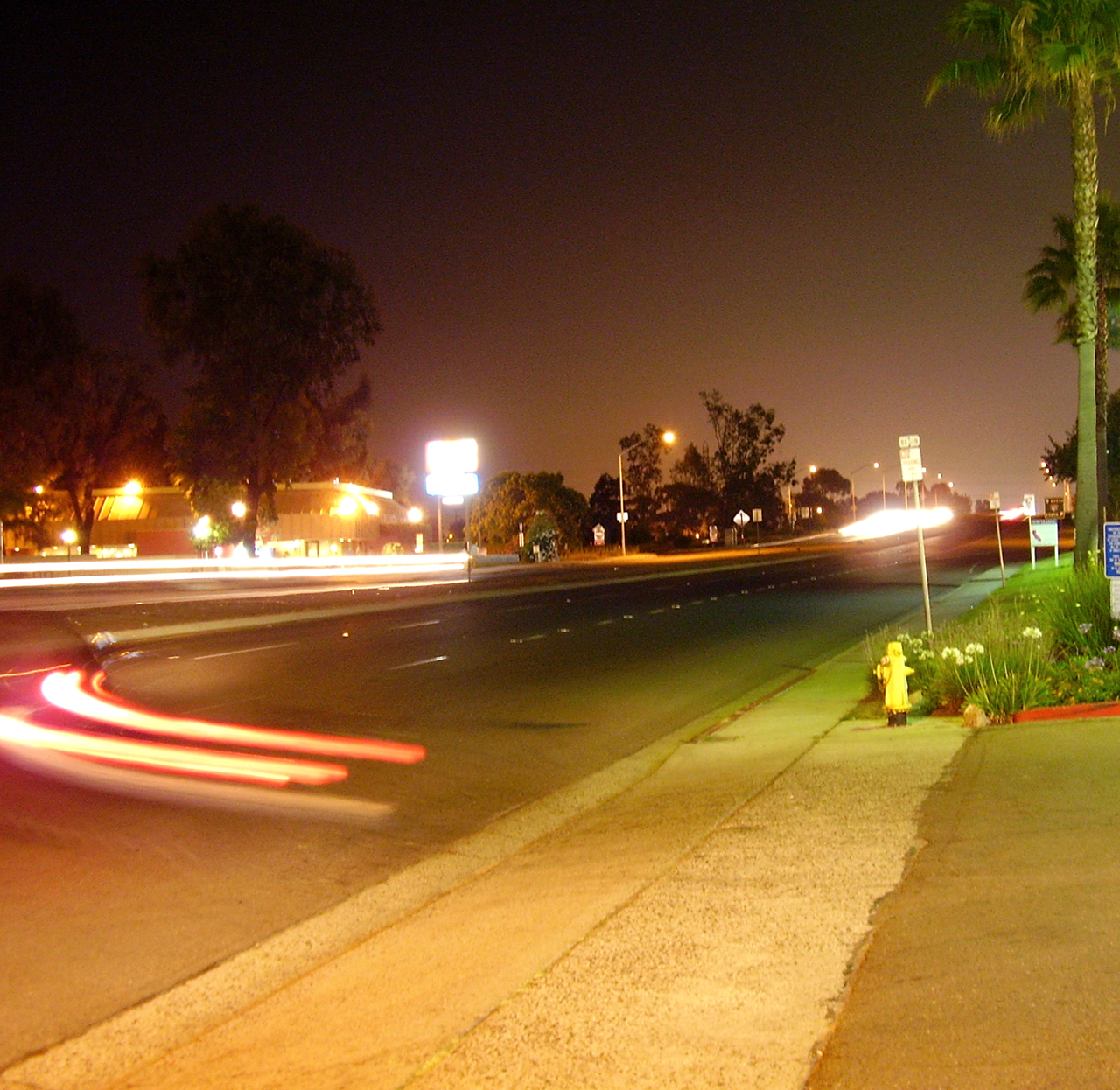
حركة المرور في هذا الشارع تترك شرائط رائعة نظراً إلى السرعة المنخفضة للغالق في الكاميرا وأيضا بسبب السرعة الكبيرة للسيارات.
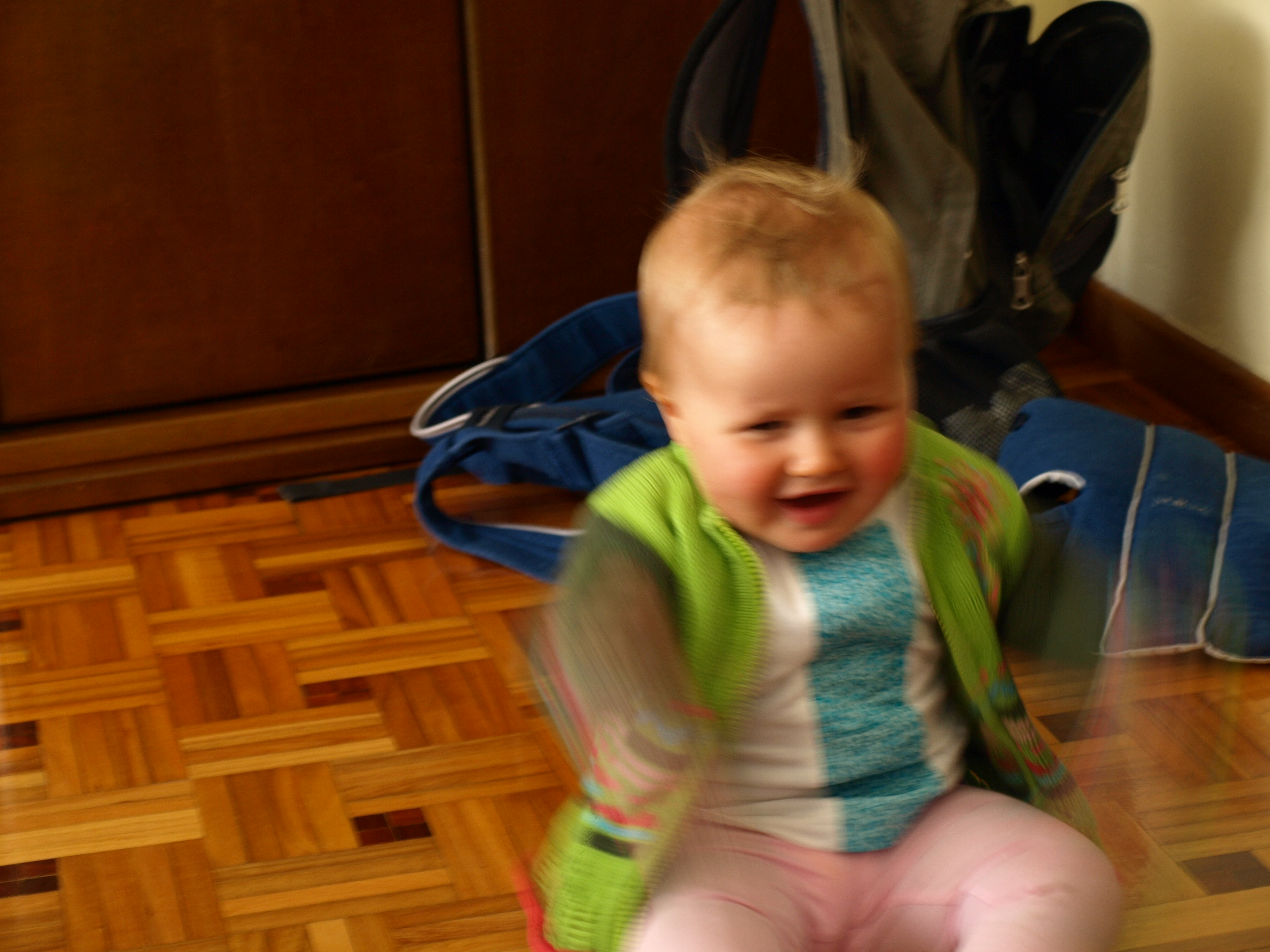
طفلة تحرك ذراعها لأعلى وأسفل.